# Norris-Gletscher
Der Norris-Gletscher ist ein Gletscher im ostantarktischen Viktorialand. In der Asgard Range fließt er zwischen dem Kennedy-Gletscher und Mount Darby in den oberen Abschnitt des Matterhorn-Gletschers
Das New Zealand Geographic Board benannte ihn 1998 nach Baden Norris, ehrenamtlicher Kurator der Antarktissammlung des Canterbury Museum im neuseeländischen Christchurch, der als Konservator für den Erhalt der in der Ross Dependency und insbesondere auf der Ross-Insel errichteten Expeditionshütten verantwortlich war.